# Smart Fortwo
La Fortwo est une voiture citadine produite par le constructeur automobile Smart. Il s'agit du premier modèle produit par Smart, décliné en trois générations de 1998 à 2024.

## Smart Fortwo
Présentée lors du salon automobile de Francfort de 1997, la Smart Citycoupé, devenue « Smart Fortwo », s’est tout de suite distinguée des productions classiques. Longue de 2,50 m, haute de 1,51 m et large de 1,50 m, elle est la plus petite automobile du marché (environ 1 m de moins qu’une Twingo I). Elle adopte une architecture originale compacte avec un trois cylindres près de l'essieu arrière propulseur assurant en ville une bonne maniabilité. Son réservoir de carburant contient seulement 22 litres. Cinq diodes qui s'éteignent une à une sont incluses dans la jauge.
Si sa taille représente sans aucun doute l’un de ses meilleurs arguments de vente, la Fortwo offre deux places et une capacité réduite pour les bagages. La Smart ForTwo pèse 730 kg.
Malgré des débuts difficiles (test de l'élan), sa production dépasse dès les premières années les 100 000 unités/an. Ce volume de ventes se révèle insuffisant pour rentabiliser le véhicule : les pertes de Daimler sont estimées à 4 470€ pour chaque Fortwo de première génération vendue.

### Crossblade
Cette version sera offerte en série limitée à 2 000 exemplaires. Sa particularité est de ne pas avoir de pare-brise, ce qui rend obligatoire le port d'un casque ou de lunettes spéciales.

### Motorisations
Les moteurs sont tous turbocompressés à trois cylindres. À l'origine, le moteur à essence de base était de 599 cm3 et se déclinait en trois versions: 45 ch (33 kW), 52 ch (38 kW) et 61 ch (45 kW). La cylindrée du moteur a été augmentée à 698 cm3 avec le lifting en 2002, en versions 37 kW (50 ch) et 45 kW (61 ch) plus une version Brabus portée à 75 ch (55 kW). Le moteur turbo-diesel avait une cylindrée de 799 cm3 délivrant 30 kW (41 ch).

#### Fortwo Coupé
|                            | 0.6                          | 0.6                          | 0.6                          | 0.7                          | 0.7                          | 0.7                          | 0.8 CDI                      |
| -------------------------- | ---------------------------- | ---------------------------- | ---------------------------- | ---------------------------- | ---------------------------- | ---------------------------- | ---------------------------- |
| Cylindrée                  | 599                          | 599                          | 599                          | 698                          | 698                          | 698                          | 799                          |
| Puissance maxi             | 45 ch (33 kW) à 5 250 tr/min | 52 ch (38 kW) à 5 250 tr/min | 61 ch (45 kW) à 5 250 tr/min | 50 ch (37 kW) à 5 250 tr/min | 61 ch (45 kW) à 5 250 tr/min | 75 ch (55 kW) à 5 250 tr/min | 41 ch (30 kW) à 4 200 tr/min |
| Couple maxi                | 70 N m à 3 000 tr/min        | 80 N m à 2 000 tr/min        | 80 N m à 2 250 tr/min        | 80 N m à 1 800 tr/min        | 95 N m à 2 000 tr/min        | 110 N m à 2 200 tr/min       | 100 N m à 1 800 tr/min       |
| Boîte de vitesses          | BVA6                         | BVA6                         | BVA6                         | BVA6                         | BVA6                         | BVA6                         | BVA5                         |
| Vitesse maxi               | 135                          | 135                          | 135                          | 135                          | 135                          | 150                          | 135                          |
| 0-100 km/h                 | 18,2 à 18,9                  | 17,2                         | 16,8                         | 18,3                         | 15,5                         | 12,3                         | 19,8                         |
| Consommation (en L/100 km) | 4,9                          | 4,8 à 5,1                    | 5                            | 4,7 à 4,8                    | 4,7 à 4,8                    | 5,3                          | 3,4 à 3,6                    |
| Émissions de CO2 (en g/km) | 118                          | 118                          | 118                          | 113 à 116                    | 113 à 121                    | 127                          | 90 à 101                     |

#### Fortwo Cabrio
4 modèles essence :
- Pure 45 kW
- Pulse 45 kW
- Passion 45 kW
- Brabus 55 kW

3 modèles diesel :
- Pure cdi
- Pulse cdi
- Passion cdi

## Smart Fortwo II
Les dimensions de la deuxième génération sont en hausse (environ 20 cm de plus en longueur), ce qui profite au coffre, qui atteint 380 L, au confort, à l'insonorisation et à la sécurité passive. Cette version de la Smart ne peut pas se garer perpendiculairement aux trottoirs. Le poids augmente de 100 kg.
Getrag remplace la lente boîte six vitesses par une autre à cinq vitesses, toujours robotisée. La disparition du régulateur de vitesse fait pendant à la dotation de la climatisation semi-automatique. La Fortwo II peut également être remorquée sur ses quatre roues. Sa suspension, à plus grand débattement, offre davantage de confort.
Tous les petits moteurs essence d’origine Mercedes-Benz sont abandonnés et remplacés par un 999 cm3, disponible en versions atmosphérique et turbocompressée, beaucoup plus fiable, d’origine Mitsubishi (code 3B21).
Ce moteur compte trois déclinaisons :
Atmosphérique (appelé 132.910 chez Smart) : deux versions de 45 kW et 52 kW, mécaniquement identiques, seule la cartographie moteur étant différente. Les deux versions sont considérées comme fiables et endurantes.
Turbo (appelé 132.930 chez Smart). Il s'agit du même moteur avec un turbo et 62 kW de puissance.
Le Diesel passe à une cylindrée de 799 cm3 pour 54 ch et consomme 3,4 L/100 km en cycle mixte, ce qui en fait officiellement la voiture la plus sobre de tout le marché, thermique et hybride confondus.

### Motorisations
| Coupé                      | 1.0                   | 1.0                   | 1.0                   | 1.0                    | 1.0                    | 1.0                    | 0.8                    | 0.8                    | Electriques    | Electriques    |
| -------------------------- | --------------------- | --------------------- | --------------------- | ---------------------- | ---------------------- | ---------------------- | ---------------------- | ---------------------- | -------------- | -------------- |
| Cylindrée                  | 999                   | 999                   | 999                   | 999                    | 999                    | 999                    | 799                    | 799                    | n/a            | n/a            |
| Puissance maxi             | 61 ch à 5 800 tr/min  | 71 ch à 5 800 tr/min  | 71 ch à 5 800 tr/min  | 84 ch à 5 250 tr/min   | 98 ch à 5 500 tr/min   | 102 ch à 5 500 tr/min  | 45 ch à 3 800 tr/min   | 54 ch à 3 800 tr/min   | 75 ch          | 82 ch          |
| Couple maxi                | 89 N m à 3 000 tr/min | 92 N m à 4 500 tr/min | 92 N m à 4 500 tr/min | 120 N m à 2 000 tr/min | 140 N m à 3 500 tr/min | 147 N m à 2 500 tr/min | 130 N m à 2 100 tr/min | 130 N m à 2 100 tr/min | 130            | 135            |
| Boîte de vitesses          | BVA5                  | BVA5                  | BVA6                  | BVA5                   | BVA5                   | BVA6                   | BVA5                   | BVA5                   | rapport unique | rapport unique |
| Vitesse maxi               | 145                   | 145                   | 145                   | 145                    | 155                    | 155                    | 135                    | 135                    | 125            | 130            |
| 0-100 km/h                 | 16,8                  | 13,7                  | 13,3                  | 10,7                   | 9,9                    | 8,9                    | 16,8                   | 16,8                   | 11,5           | 10,2           |
| Consommation (en L/100 km) | 4,2                   | 4,2 à 4,3             | 4,8                   | 4,9                    | 5,2                    | 5,2                    | 3,4                    | 3,3                    | n/a            | n/a            |
| Émissions de CO2 (en g/km) | 97                    | 97 à 98               | 112                   | 115                    | 124                    | 119                    | 88                     | 87                     | n/a            | n/a            |

### Finitions
- Pure
- Pulse
- Passion
- Brabus
- Brabus Xclusive
- MHD (à partir de 2008)
- Neutro Climat (à partir de 2009[6])

#### Séries spéciales
- MHD (fin 2007)
- Crystal Edition (début 2008)
- Two (mi-2008)
- White & Black (fin 2008)
- Ten Years Chocolat (début 2009)
- Ten Years Brabus (début 2009)
- Three (début 2009)
- High Style (fin 2009)
- Grey Style (début 2010[6])

## Smart Fortwo III

### Présentation

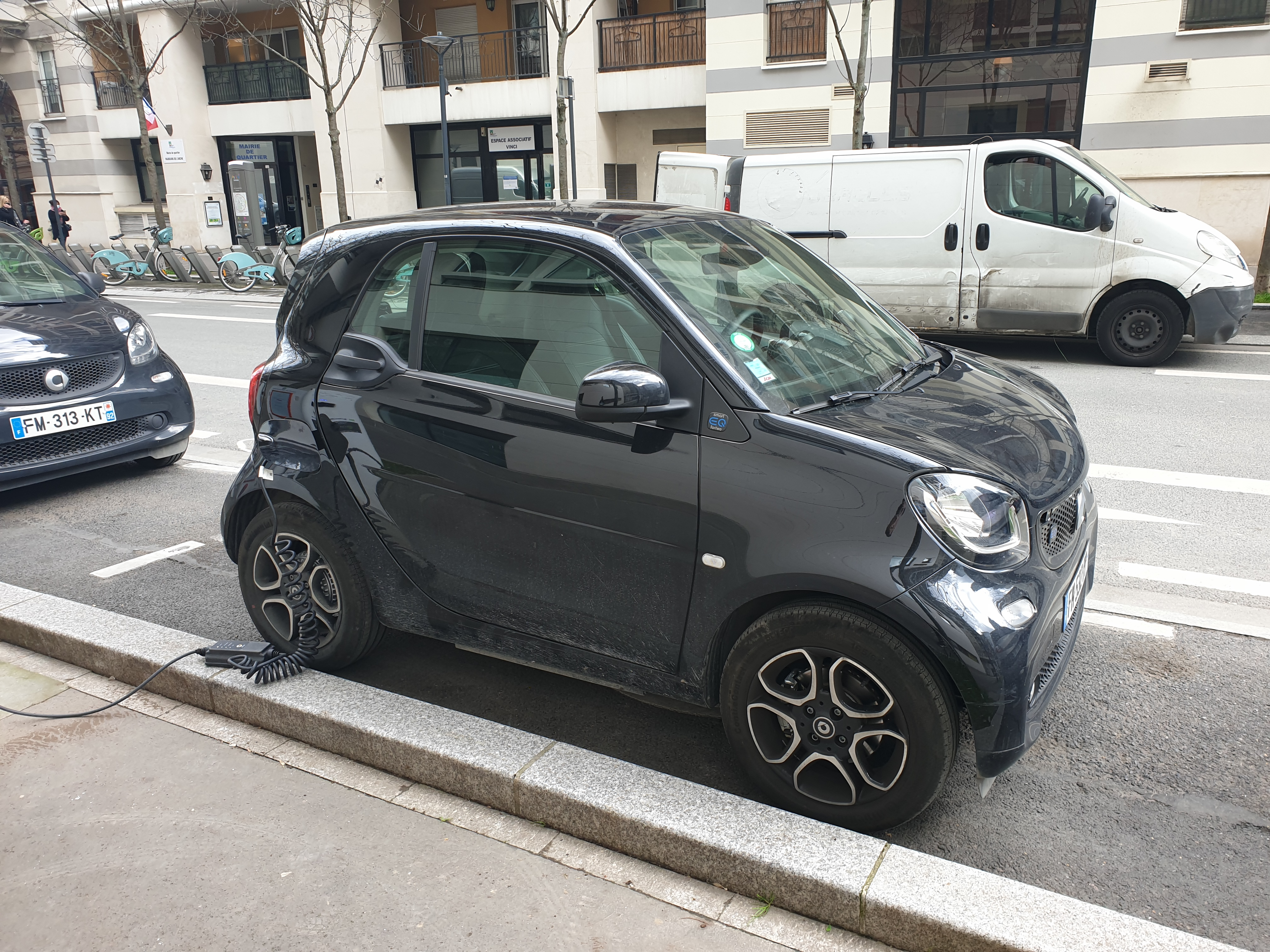
Smart Fortwo III EQ se rechargeant.

La dernière Smart Fortwo est développée avec Renault et basée sur la Renault Twingo III. En 2014, elle est lancée en version coupé, puis au Salon de Francfort 2015, elle est déclinée en cabriolet qui reprend trois motorisations du coupé.
En juillet 2016, la Smart Fortwo 3 est déclinée en version Brabus comme les précédentes générations. Le 0.9 Tce de 90 ch passe à 109 ch. Puis en décembre, la version électrique est dévoilée reprenant le moteur de la Renault ZOE et devient en octobre 2018 la Smart Fortwo EQ lorsqu'elle se décline en électrique de série.
La production de la Fortwo EQ est arrêtée définitivement le 28 mars 2024.

#### Phase 2

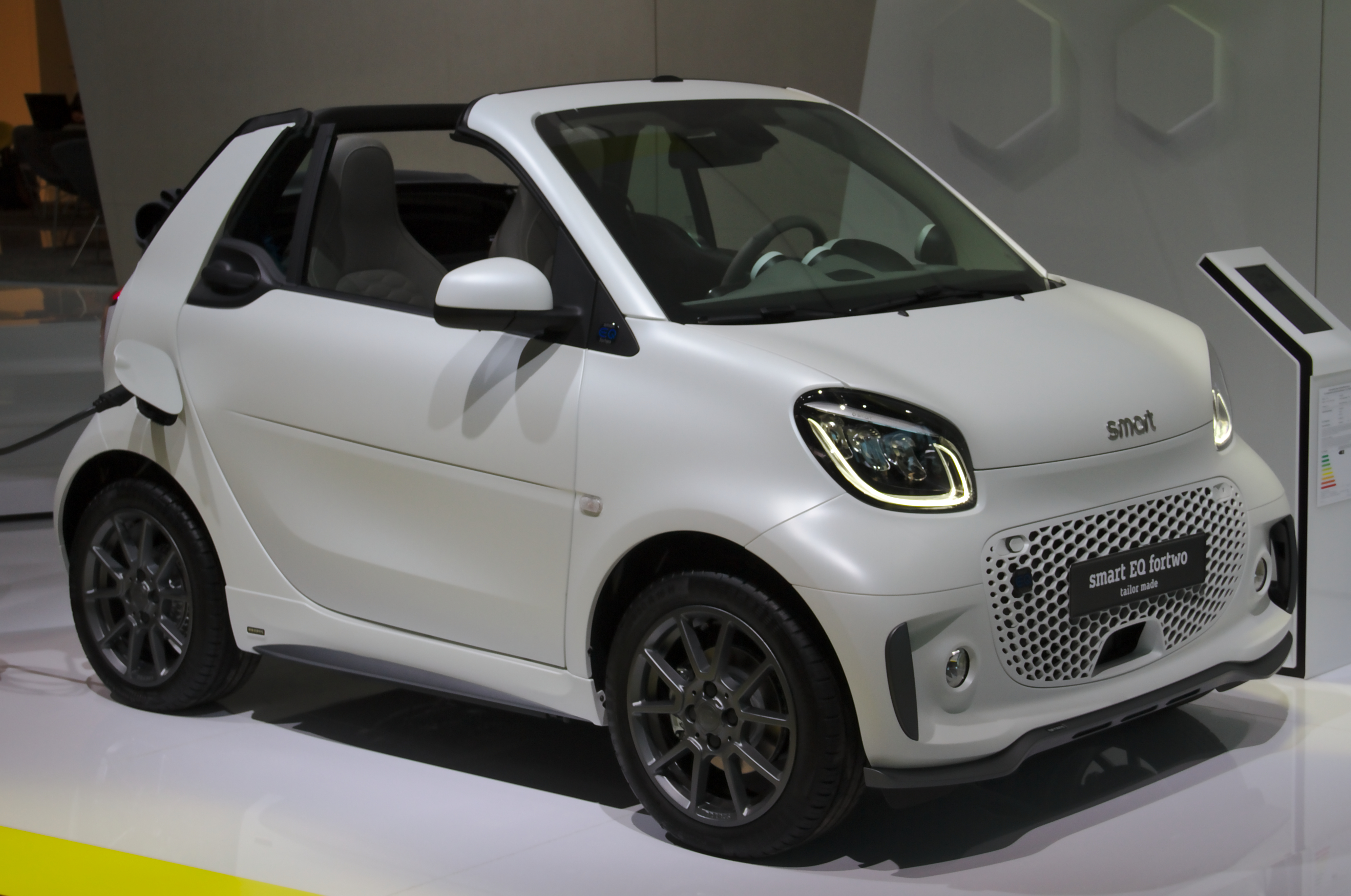
Smart EQ Fortwo cabriolet

Les Smart Fortwo et Forfour sont restylées en septembre 2019. Elles sont uniquement reconduites dans leurs déclinaisons électriques et abandonnent les versions thermiques. La face avant est inspirée de celle des concept-cars Smart Forease/Forease+. La grande calandre est fermée à la suite d'entrées d'air verticales, les optiques intègrent des feux à LED par le biais du bouclier qui ajoute les feux antibrouillard. Les feux arrière sont modifiés dans leur intérieur et le bouclier arrière est revu.

### Motorisations
|                            | 1.0 Sce               | 1.0 Sce               | 1.0 Sce               | 0.9 Tce                | 0.9 Tce                | 0.9 Tce Brabus         | 0.9 Tce Brabus         | EQ             |
| -------------------------- | --------------------- | --------------------- | --------------------- | ---------------------- | ---------------------- | ---------------------- | ---------------------- | -------------- |
| Cylindrée                  | 999                   | 999                   | 999                   | 898                    | 898                    | 898                    | 898                    | n/a            |
| Puissance maxi             | 61 ch à 6 000 tr/min  | 71 ch à 6 000 tr/min  | 71 ch à 6 000 tr/min  | 90 ch à 5 500 tr/min   | 90 ch à 5 500 tr/min   | 109 ch à 5 500 tr/min  | 125 ch à 5 500 tr/min  | 82 ch          |
| Couple maxi                | 91 N m à 2 850 tr/min | 91 N m à 2 850 tr/min | 91 N m à 2 850 tr/min | 135 N m à 2 500 tr/min | 135 N m à 2 500 tr/min | 170 N m à 2 500 tr/min | 200 N m à 2 500 tr/min | 160 N m        |
| Boîte de vitesses          | BVM5                  | BVM5                  | EDC6                  | BVM5                   | EDC6                   | EDC6                   | EDC6                   | rapport unique |
| Vitesse maxi               | 151                   | 151                   | 151                   | 155                    | 155                    | 165 (165)              | 175                    | 140            |
| 0-100 km/h                 | 15,6                  | 14,4                  | 15,1 (15,5)           | 10,4                   | 11,3 (11,7)            | 9,5 (9,5)              | 9,2                    | 11,5           |
| Consommation (en L/100 km) | 4,5                   | 4,1                   | 4,1 (4,3)             | 4,2                    | 4,1 (4,2)              | 4,5                    |                        | 13kWh/100km    |
| Émissions de CO2 (en g/km) | 104                   | 93                    | 94 (99)               | 97                     | 96 (97)                |                        |                        | 0              |

(): Version cabriolet

### Finitions
- Pure
- Passion
- Prime
- Proxy
- Brabus Style
- Brabus
- Brabus Xclusive

#### Séries spéciales
- Final Collector's Edition
- édition Bluedawn
- Racing Green

### Retrait du marché nord-américain
En avril 2019, la haute direction de Daimler AG prends une mesure drastique et décide le retrait de la marque smart du marché nord-américain d’ici la fin de l'année.